# Harry, Duke of Sussex

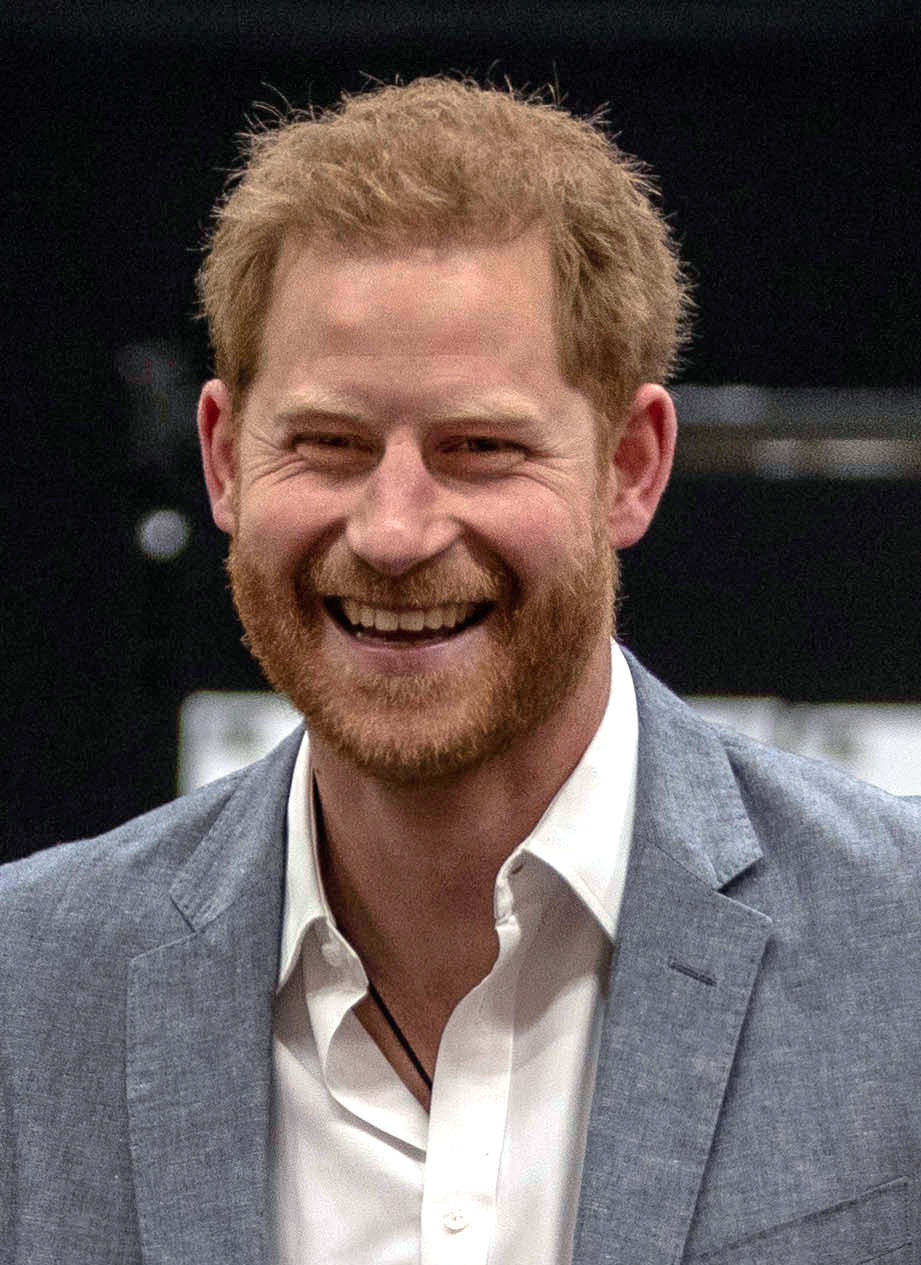
Prinz Harry, 2019

Prince Henry Charles Albert David, Duke of Sussex KCVO (* 15. September 1984 in London; genannt Prince Harry, deutsch Prinz Harry, Herzog von Sussex), ist ein britischer Adliger und der zweite Sohn von Prince Charles und Diana, Princess of Wales.
Er steht nach seinem älteren Bruder Prinz William sowie dessen Kindern Prinz George, Prinzessin Charlotte und Prinz Louis an fünfter Stelle der britischen Thronfolge. Er ist ein Enkel von Königin Elisabeth II. sowie ihres Prinzgemahls Prinz Philip und entstammt dem Haus Windsor.

## Leben

### Kindheit und Jugend
Prinz Henry (Spitz-/Rufname Harry) wurde 1984 im St Mary’s Hospital im Londoner Stadtteil Paddington geboren. Er besuchte wie sein zwei Jahre älterer Bruder William die Mrs. Jane Mynors’ Nursery School für frühkindliche Erziehung im Londoner Stadtteil Kensington, die ebenfalls in Kensington beheimatete Grundschule Wetherby School sowie die Sekundarschule Ludgrove School in Berkshire. Anschließend besuchte er das auch in Berkshire gelegene Eton College. Im Juni 2003 machte er dort seinen Schulabschluss (A-Level, entspricht dem deutschen Abitur) in Kunst und Geographie mit den Noten B und D.
Während er als Athlet der obersten Kategorie eingestuft wurde, galt er, im Gegensatz zu seinem Bruder, als schwacher Schüler, der in der Leistungsbewertung am unteren Ende der Klasse rangierte. Nach diesbezüglichen Äußerungen einer Lehrerin stellte sich heraus, dass er wegen seiner Leistungsschwäche direkte Hilfe von Lehrern bei seinen Prüfungen erhielt, die er hatte bestehen müssen, um sich einen Platz an der Royal Military Academy Sandhurst zu sichern.
Prinz Harry wurde schon in seiner Jugend von Paparazzi verfolgt; die Regenbogenpresse und Boulevardzeitungen berichteten ausführlich über seine Partybesuche, Flirts und Kneipentouren (in Großbritannien ist „underage drinking“ verboten, aber verbreitet). Harry gab zu, im Alter von 17 Jahren Haschisch geraucht zu haben. Im Januar 2005 war er auf einer Party mit einem Kostüm verkleidet, das eine Uniform von Erwin Rommels Afrikakorps darstellen sollte; dabei trug er eine Hakenkreuzarmbinde.

### Militärische Laufbahn
Von Mai 2005 bis April 2007 erhielt Prinz Harry an der Royal Military Academy Sandhurst eine Offiziersausbildung. Im April 2006 wurde er in Anwesenheit seiner Großmutter, Königin Elisabeth II., vereidigt und Mitglied des Gardekavallerieregiments Blues and Royals. Während des Militärdienstes verwendete er den Namen Harry Wales. Im Mai 2007 sollte er mit dem Regiment im Irak eingesetzt werden. Seine Vorgesetzten entschieden jedoch, dass sowohl er als auch seine Kameraden dadurch einer übermäßigen Gefährdung ausgesetzt wären, da irakische Untergrundorganisationen mit Anschlägen gedroht hatten. Von Mitte Dezember 2007 bis Ende Februar 2008 war Prinz Harry im Rahmen des ISAF-Einsatzes in der Provinz Helmand im Süden Afghanistans stationiert und nahm dort wie andere Offiziere an Fronteinsätzen teil. Dieser Umstand war zunächst nur wenigen Journalisten bekannt; nach öffentlichem Bekanntwerden wurde er wegen Sicherheitsbedenken am 29. Februar 2008 vorzeitig aus Afghanistan abgezogen.

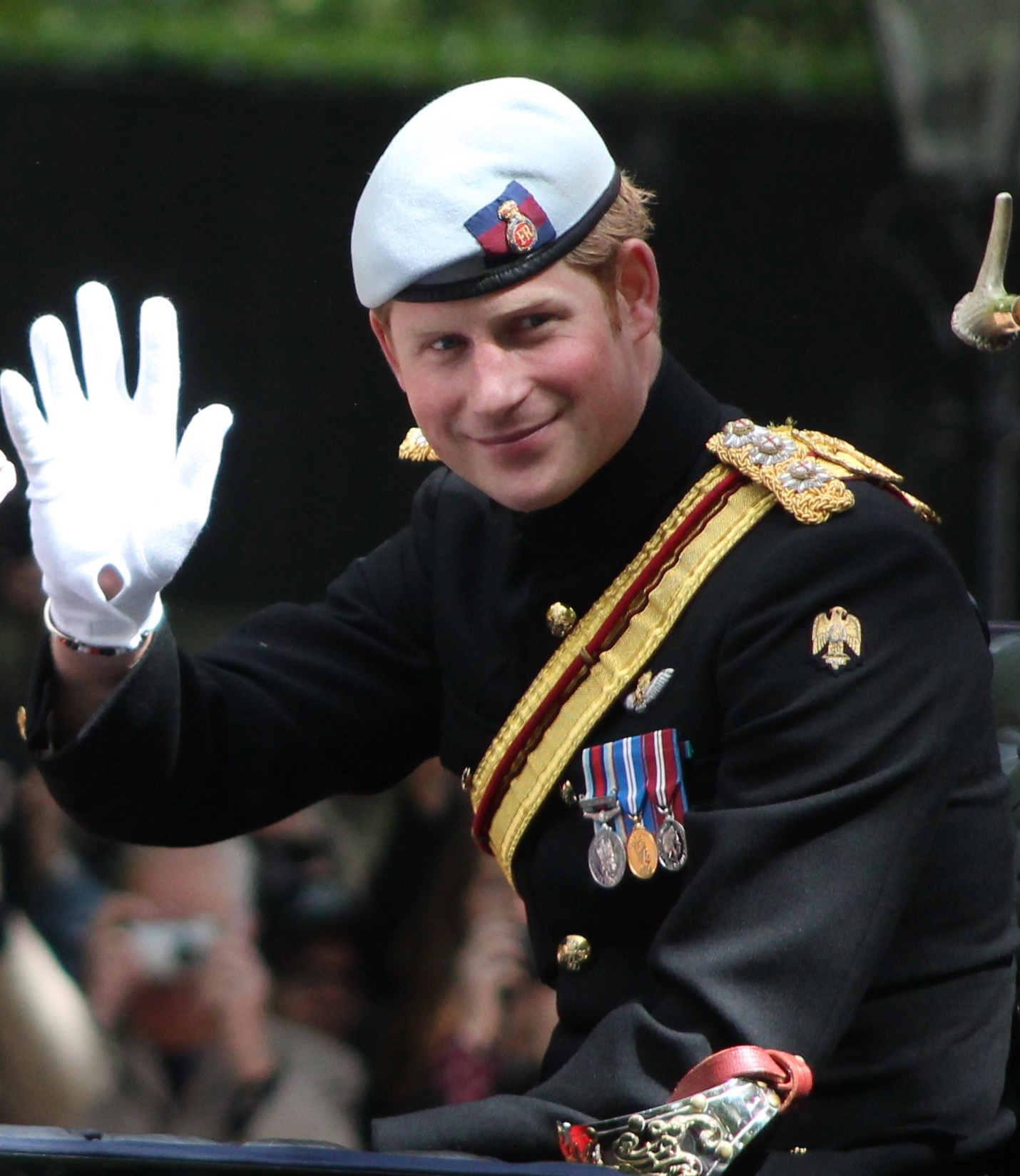
Prinz Harry in London, 2013

Ab Januar 2009 absolvierte Harry eine Ausbildung zum Hubschrauberpiloten bei der britischen Luftwaffe und schloss sie im Mai 2010 erfolgreich ab. Daraufhin wurde er zum Colonel-in-Chief (Ehrenoberst) bei den Heeresfliegern ernannt und ihm wurden die „provisional wings“ durch seinen Vater verliehen. Von Juli 2010 bis Februar 2011 setzte er seine Pilotenausbildung mit dem Kampfhubschrauber Apache fort. Am 14. April 2011 wurde er zum Captain (Hauptmann) befördert.
Prinz Harry nahm im Dezember 2013, gemeinsam mit verwundeten Soldaten, an einem 335 Kilometer langen Marsch zum Südpol zu Gunsten der Hilfsorganisation Walking with the Wounded teil. Am 13. Dezember 2013 erreichte die Gruppe den Südpol. 2014 wurde er zurück nach London versetzt, wo er anschließend administrative Aufgaben der britischen Streitkräfte wahrnahm. Zu seinem Aufgabenfeld gehörte unter anderem die Koordination von Projekten und Zeremonien in London, bei denen die Garderegimenter der Household Division involviert waren. Im Juni 2015 wurde mitgeteilt, dass Prinz Harry nach mehr als zehn Jahren aus dem Militärdienst ausgeschieden ist.
Im Folgenden übernahm bzw. behielt er, wie viele Mitglieder des britischen Königshauses, die Position als Ehrenoberst bei verschiedenen Einheiten. Im Dezember 2017 wurde er in der Nachfolge seines Großvaters, des Duke of Edinburgh, zum Captain General der Royal Marines ernannt. Kurz vor seiner Hochzeit wurde er am 14. Mai 2018 in die Reihe der Stabsoffiziere (Major, Lieutenant Commander und Squadron Leader) aller drei Teilstreitkräfte aufgenommen.

### Privates

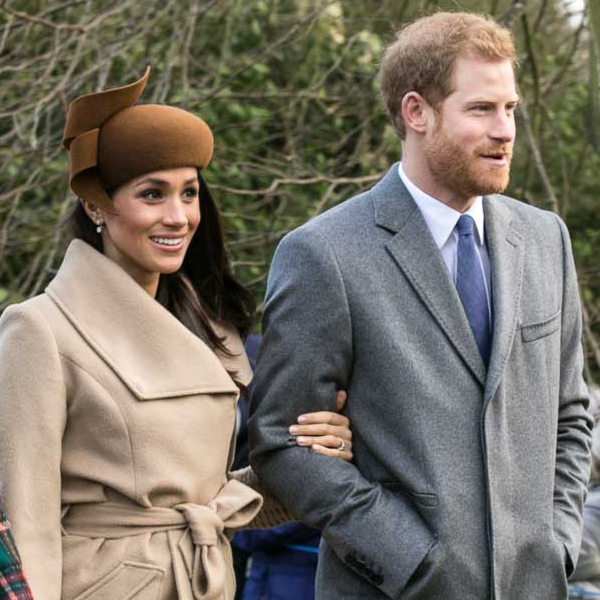
Prinz Harry und Meghan Markle, 2017

Prinz Harry war von 2004 bis 2010 (mit einer Unterbrechung im Jahr 2009) mit Chelsy Davy (* 1985) liiert. Von Mai 2012 bis Anfang 2014 hatte er eine Beziehung mit Cressida Bonas. Am 8. November 2016 ließ Prinz Harry über sein Pressesekretariat eine Verlautbarung herausgeben, worin Meghan Markle (* 1981) als dessen neue Freundin bezeichnet wurde. Am 27. November 2017 wurde die Verlobung des Paares öffentlich bekanntgemacht, die Hochzeit fand am 19. Mai 2018 auf Windsor Castle statt.
Am 6. Mai 2019 wurde ihr Sohn Archie Harrison Mountbatten-Windsor geboren. 2020 verließ die Familie Großbritannien und verlegte ihren Lebensmittelpunkt, nach Aufenthalten in Toronto, Vancouver und Los Angeles, nach Montecito an der Pazifikküste Kaliforniens. Laut Harry war der Hauptgrund der Emigration, dass seine Kinder und seine Frau in Großbritannien nicht ausreichend geschützt seien. Der Umzug in die USA sei daher keine freie Entscheidung gewesen.
Am 7. März 2021 gaben Harry und Meghan Oprah Winfrey ein Interview, das als Meghan und Harry bei Oprah – Das Interview in zahlreichen Ländern ausgestrahlt wurde. Es war die erste größere Stellungnahme des Paares zu ihrem Verhältnis zum Königshaus von Großbritannien nach ihrer Auswanderung in die USA. In dem Interview warf das Paar der britischen Königsfamilie rassistische Tendenzen vor. Sie kritisierten auch die Regenbogenpresse: Dort sei Kate, ihre Schwägerin, meist positiv dargestellt worden, Meghan hingegen bei ähnlichen Aktivitäten durchweg negativ beschrieben worden. Meghan fühle sich von der Königsfamilie im Stich gelassen. Ihr sei auch keine psychologische Unterstützung gewährt worden, als sie suizidgefährdet gewesen sei. Diese Gefahr sei ausschlaggebend dafür gewesen, in die USA zu ziehen. Ihr Leben in und mit dem britischen Königshaus wurde von Teilen der Presse und von Harry mit dem von Prinzessin Diana verglichen.
Am 4. Juni 2021 wurde Harry und Meghans Tochter Lilibet Diana Mountbatten-Windsor geboren.
Prinz Harry ging schon früh auf die Jagd und gilt als guter Schütze. Als Gast des befreundeten Franz-Albrecht Prinz zu Oettingen-Spielberg, an dessen Hochzeit er 2016 teilnahm, war er wiederholt auf Wildschweinjagden im bayerischen Oettingen und in der brandenburgischen Schorfheide, wo das Adelshaus große Waldgebiete besitzt. Zu seinen Hobbys zählen Polo, Wintersport und Motocross.

## Offizielle Aufgaben und wohltätiges Engagement

Wappen von Prinz Harry

Königliche Standarte des Prinzen

Harry ist Prinz von Großbritannien und Nordirland. Nach britischer Nomenklatur führte er bis zu seiner Hochzeit den Namen „Prince Henry of Wales“, wobei sich „Prince“ auf Großbritannien und nicht auf Wales bezieht. Der Titel „The Prince of Wales“, zu Deutsch „Fürst von Wales“, ist dem jeweiligen Thronfolger vorbehalten (zum Zeitpunkt von Harrys Hochzeit seinem Vater Charles). Anlässlich der Hochzeit mit Meghan Markle verlieh die Königin Harry mit Urkunde vom 16. Juli 2018 die erblichen Peerstitel Duke of Sussex, Earl of Dumbarton und Baron Kilkeel.
Seit seinem 21. Geburtstag (2005) ist Harry einer von vier Staatsräten (englisch Counsellors of State). Als solcher könnte er auf Wunsch des Königs hin gewisse Amtsgeschäfte und Hoheitsrechte durchführen, wenn dieser im Ausland oder verhindert ist (wie zum Beispiel bei einer kurzfristigen Krankheit). Zwei beliebige Staatsräte können den Sitzungen des Privy Council beiwohnen, staatliche Dokumente unterzeichnen oder die Empfehlungsschreiben neuer Botschafter entgegennehmen.
Im April 2006 gründete Harry zusammen mit Prinz Seeiso Bereng Seeiso von Lesotho eine Wohltätigkeitsstiftung, die sich um AIDS-Waisen kümmert. Die Stiftung wurde Sentebale genannt, was so viel wie „Vergiss mich nicht“ bedeutet. Der Name bezieht sich auf seine verstorbene Mutter Diana. Er will das Engagement seiner Mutter für AIDS-Waisen fortführen.
Gemeinsam mit seinem Bruder William organisierte Harry am 1. Juli 2007 ein Gedenkkonzert und zum 10. Todestag am 31. August 2007 einen Gedenkgottesdienst für Prinzessin Diana. Bei Letzterem hielt er eine sehr persönliche Rede, die in der Öffentlichkeit und in den Medien überaus positiv aufgenommen wurde. Er ist außerdem Schirmherr der Invictus Games, die er 2014 ins Leben gerufen hat. Bei dieser Veranstaltung treten kriegsversehrte Soldaten in sportlichen Wettkämpfen gegeneinander an. Als die Invictus Games 2023 in Düsseldorf stattfanden, hatte er einen Auftritt bei der ZDF-Sendung Das aktuelle Sportstudio. Während der Sendung verlor er einen Torschusswettbewerb gegen Verteidigungsminister Boris Pistorius. Er scherzte, dass Pistorius Trainer der deutschen Nationalmannschaft werden sollte, am selben Tag als Deutschland in einem Freundschaftsspiel verloren hatte und einen Tag vor der Entlassung von Trainer Hansi Flick, und erhielt einen Schal vom 1. FSV Mainz 05.
Am 8. Januar 2020 gaben Harry und Meghan ihre Absicht bekannt, als hochrangige Mitglieder der Königsfamilie zurückzutreten und finanziell unabhängig zu werden. Am 18. Januar wurde vom Palast mitgeteilt, dass ein Zuschuss aus staatlichen Geldern für den Umbau ihres Wohnhauses Frogmore Cottage in Höhe von 2,4 Millionen Pfund zurückzuzahlen sei. Ihre Höflichkeitstitel behalten Meghan und Harry, werden diese allerdings in Vereinbarung mit dem Palast nicht mehr verwenden und sind nicht mehr mit „Königliche Hoheit“ anzusprechen. In diesem Zuge gaben sie die von ihnen bis dahin verwendete Marke Sussex Royal auf und trugen die wohltätige Stiftung Archewell nach amerikanischem Recht ein.

## Orden und Ehrenabzeichen
| Jahr | Staat                  | Orden/Ehrenabzeichen                          | Abb. |
| ---- | ---------------------- | --------------------------------------------- | ---- |
| 2002 | Vereinigtes Königreich | Queen Elizabeth II Golden Jubilee Medal       |      |
| 2008 | Vereinigtes Königreich | Operational Service Medal for Afghanistan     |      |
| 2012 | Vereinigtes Königreich | Queen Elizabeth II Diamond Jubilee Medal      |      |
| 2015 | Vereinigtes Königreich | Knight Commander of the Royal Victorian Order |      |
| 2022 | Vereinigtes Königreich | Queen Elizabeth II Platinum Jubilee Medal     |      |

## Vorfahren
| Ahnentafel Prince Harry, Duke of Sussex | Ahnentafel Prince Harry, Duke of Sussex                                                         | Ahnentafel Prince Harry, Duke of Sussex                                                                                 | Ahnentafel Prince Harry, Duke of Sussex                                                         | Ahnentafel Prince Harry, Duke of Sussex                                                                           | Ahnentafel Prince Harry, Duke of Sussex                                                        | Ahnentafel Prince Harry, Duke of Sussex                                                        | Ahnentafel Prince Harry, Duke of Sussex                                                        | Ahnentafel Prince Harry, Duke of Sussex                                                        |
| --------------------------------------- | ----------------------------------------------------------------------------------------------- | --- | ----------------------------------------------------------------------------------------------- | --- | ---------------------------------------------------------------------------------------------- | ---------------------------------------------------------------------------------------------- | ---------------------------------------------------------------------------------------------- | ---------------------------------------------------------------------------------------------- |
| Ururgroßeltern                          | König Georg I. (Griechenland) (1845–1913) ⚭ 1867 Olga Romanowa (1851–1926)                      | Louis Mountbatten, 1. Marquess of Milford Haven (1854–1921) ⚭ 1884 Prinzessin Viktoria von Hessen-Darmstadt (1863–1950) | König Georg V. (1865–1936) ⚭ 1893 Maria von Teck (1867–1953)                                    | Claude Bowes-Lyon, 14. Earl of Strathmore and Kinghorne (1855–1944) ⚭ 1887 Cecilia Cavendish-Bentinck (1862–1938) | Charles Spencer, 6. Earl Spencer (1857–1922) ⚭ 1887 The Honourable Margaret Baring             | James Hamilton, 3. Duke of Abercorn (1869–1953) ⚭ 1894 Lady Rosalind Bingham (1869–1958)       | James Roche, 3. Baron Fermoy (1852–1920) ⚭ 1880 Frances Work (1857–1947)                       | William Smith Gill (1865–1957) ⚭ 1898 Ruth Littlejohn (1879–1964)                              |
| Urgroßeltern                            | Prinz Andreas von Griechenland (1882–1944) ⚭ 1903 Prinzessin Alice von Battenberg (1885–1969)   | Prinz Andreas von Griechenland (1882–1944) ⚭ 1903 Prinzessin Alice von Battenberg (1885–1969)                           | König Georg VI. (1895–1952) ⚭ 1923 Elizabeth Bowes-Lyon (1900–2002)                             | König Georg VI. (1895–1952) ⚭ 1923 Elizabeth Bowes-Lyon (1900–2002)                                               | Albert Spencer, 7. Earl Spencer (1892–1975) ⚭ 1919 Lady Cynthia Hamilton (1897–1972)           | Albert Spencer, 7. Earl Spencer (1892–1975) ⚭ 1919 Lady Cynthia Hamilton (1897–1972)           | Maurice Roche, 4. Baron Fermoy (1885–1955) ⚭ 1931 Ruth Gill (1908–1993)                        | Maurice Roche, 4. Baron Fermoy (1885–1955) ⚭ 1931 Ruth Gill (1908–1993)                        |
| Großeltern                              | Prinz Philip von Griechenland und Dänemark (1921–2021) ⚭ 1947 Königin Elisabeth II. (1926–2022) | Prinz Philip von Griechenland und Dänemark (1921–2021) ⚭ 1947 Königin Elisabeth II. (1926–2022)                         | Prinz Philip von Griechenland und Dänemark (1921–2021) ⚭ 1947 Königin Elisabeth II. (1926–2022) | Prinz Philip von Griechenland und Dänemark (1921–2021) ⚭ 1947 Königin Elisabeth II. (1926–2022)                   | John Spencer, 8. Earl Spencer (1924–1992) ⚭ 1954–1969 The Honourable Frances Roche (1936–2004) | John Spencer, 8. Earl Spencer (1924–1992) ⚭ 1954–1969 The Honourable Frances Roche (1936–2004) | John Spencer, 8. Earl Spencer (1924–1992) ⚭ 1954–1969 The Honourable Frances Roche (1936–2004) | John Spencer, 8. Earl Spencer (1924–1992) ⚭ 1954–1969 The Honourable Frances Roche (1936–2004) |
| Eltern                                  | König Charles III. (* 1948) ⚭ 1981–1996 Lady Diana Spencer (1961–1997)                          | König Charles III. (* 1948) ⚭ 1981–1996 Lady Diana Spencer (1961–1997)                                                  | König Charles III. (* 1948) ⚭ 1981–1996 Lady Diana Spencer (1961–1997)                          | König Charles III. (* 1948) ⚭ 1981–1996 Lady Diana Spencer (1961–1997)                                            | König Charles III. (* 1948) ⚭ 1981–1996 Lady Diana Spencer (1961–1997)                         | König Charles III. (* 1948) ⚭ 1981–1996 Lady Diana Spencer (1961–1997)                         | König Charles III. (* 1948) ⚭ 1981–1996 Lady Diana Spencer (1961–1997)                         | König Charles III. (* 1948) ⚭ 1981–1996 Lady Diana Spencer (1961–1997)                         |
| Prince Harry, Duke of Sussex (* 1984)   |                                                                                                 | |                                                                                                 | |                                                                                                |                                                                                                |                                                                                                |                                                                                                |

## Veröffentlichungen
- Spare. Penguin Random House, New York City 2023, ISBN 978-0-593-59380-6; deutsche Übersetzung: Reserve. Penguin, München 2023, ISBN 978-3-328-60292-7.

## Dokumentarfilme
- Harry & Meghan. Sechsteilige Dokumentarserie. Von Liz Garbus. Netflix-Original-Produktion, USA 2022.
- Harry - Schicksalsjahre eines Prinzen Dreiteilige Dokumentation 2024. Länge 26, 27, 23 min. Verfügbar in der ARD-Mediathek bis 6. September 2025.